# Cecidocharella
Cecidocharella är ett släkte av tvåvingar. Cecidocharella ingår i familjen borrflugor.
Kladogram enligt Catalogue of Life:
| Cecidocharella | \| \| Cecidocharella borrichia \| \| \| \| \| \| Cecidocharella elegans \| \| \| \| \| \| Cecidocharella tucumana \| \| \| \| |
|                | \| \| Cecidocharella borrichia \| \| \| \| \| \| Cecidocharella elegans \| \| \| \| \| \| Cecidocharella tucumana \| \| \| \| |
|                | Cecidocharella borrichia |
|                | |
|                | Cecidocharella elegans |
|                | |
|                | Cecidocharella tucumana |
|                | |